# روبرت وليامز (نبال)
روبرت وليامز (بالإنجليزية: Robert Williams)‏ هو نبال أمريكي، ولد في 24 يناير 1841 في مقاطعة فرانكلين في الولايات المتحدة، وتوفي في 10 ديسمبر 1914 في واشنطن العاصمة في الولايات المتحدة.

## وصلات خارجية
- روبرت وليامز على موقع أوليمبيديا (الإنجليزية)